# Moshe Levi
Moshe Levi (hebreu: משה לוי‎; Tel-Aviv, 18 d'abril de 1936 - Afula, 8 de gener de 2008) va ser un militar israelià. Va ser el 12è Cap de l'Estat Major de les Forces de Defensa d'Israel (FDI), càrrec que va ocupar de 1983 a 1987. Va ser el primer Cap de l'Estat Major d'origen Mizrahim.

## Biografia
Va néixer a Tel-Aviv en una família jueva d'origen iraquià. Era conegut pel sobrenom Moshe VaHetzi (hebreu: משה וחצי, Moshe i mig‎) a causa de la seva gran alçada, que era de 1,96 metres.
Mentre servia com a Cap de l'Estat Major i després de retirar-se de l'exèrcit, Levy va viure al quibuts Beit Alfa al nord d'Israel. En els seus últims anys, va ser el president fundador del consell de supervisió de l'autopista 6, també coneguda com a carretera Transisraeliana.
Levy es va casar dues vegades i li van sobreviure cinc fills i cinc néts.
L'any 2002, Levi va patir un ictus i va ser hospitalitzat al Tel HaShomer Medical Center. Es va quedar amb una mobilitat limitada i va dependre d'una cadira de rodes, però va continuar en la vida pública. L'1 de gener de 2008, Levy va patir un ictus massiu i va ser hospitalitzat al Centre Mèdic HaEmek d'Afula, i va morir vuit dies després d'un aneurisma cerebral. Va ser enterrat al quibuts Beit Alfa.

## Carrera militar
Va ser reclutat per l'exèrcit el 1954 i va servir a la Brigada Golani. Després de completar el seu curs d'oficials, Levy es va unir a la Brigada de Paracaigudistes. Va lluitar durant la Crisi de Suez de 1956, durant la qual va participar llançant-se en paracaigudes al pas de Mitla. De 1963 a 1967 va ocupar diversos càrrecs de comandament a la Brigada de Paracaigudistes i es va convertir en oficial d'operacions. Va ser nomenat també comandant de l'Escola de Paracaigudisme i Guerrilla.

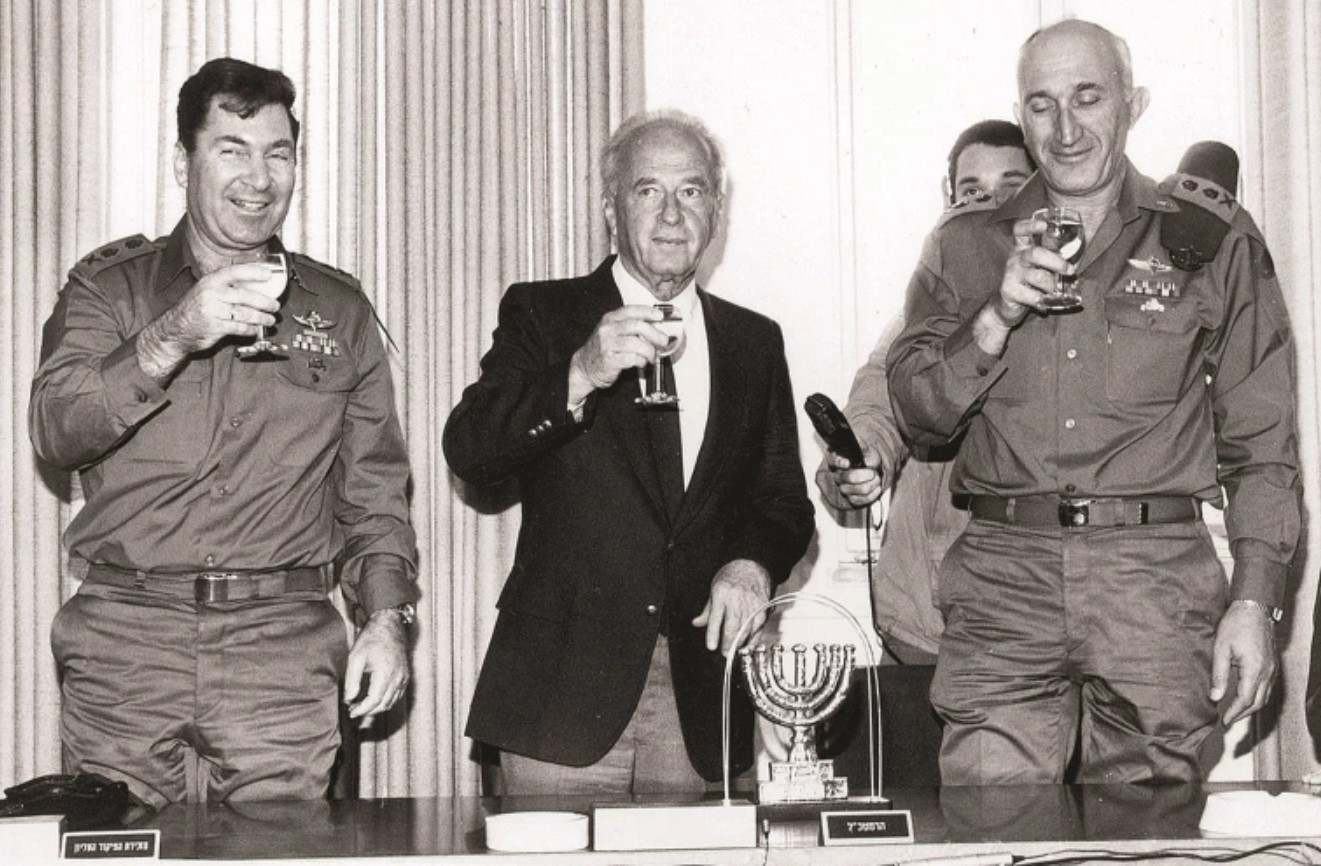
Cerimònia de transferència del càrrec de Cap de l'Estat Major el 1987, amb el llavors ministre de defensa Yitshaq Rabin i Dan Shomron com a nou Ramatcal.

Durant la Guerra dels Sis Dies, Levi va lluitar als fronts del Sinaí i els Alts del Golan. Va dirigir l'operació per conquerir Ras Sedr al Sinaí. El 1968, va ser nomenat comandant adjunt de la Brigada de Paracaigudistes de la Reserva i el 1969 es va convertir en comandant de la Brigada Regional de la Vall del Jordà. Durant la Guerra de Desgast, la seva brigada va perseguir els escamots de militants que intentaven infiltrar-se des de Jordània. Es va convertir en comandant de la Brigada de Paracaigudistes de la Reserva el 1970.

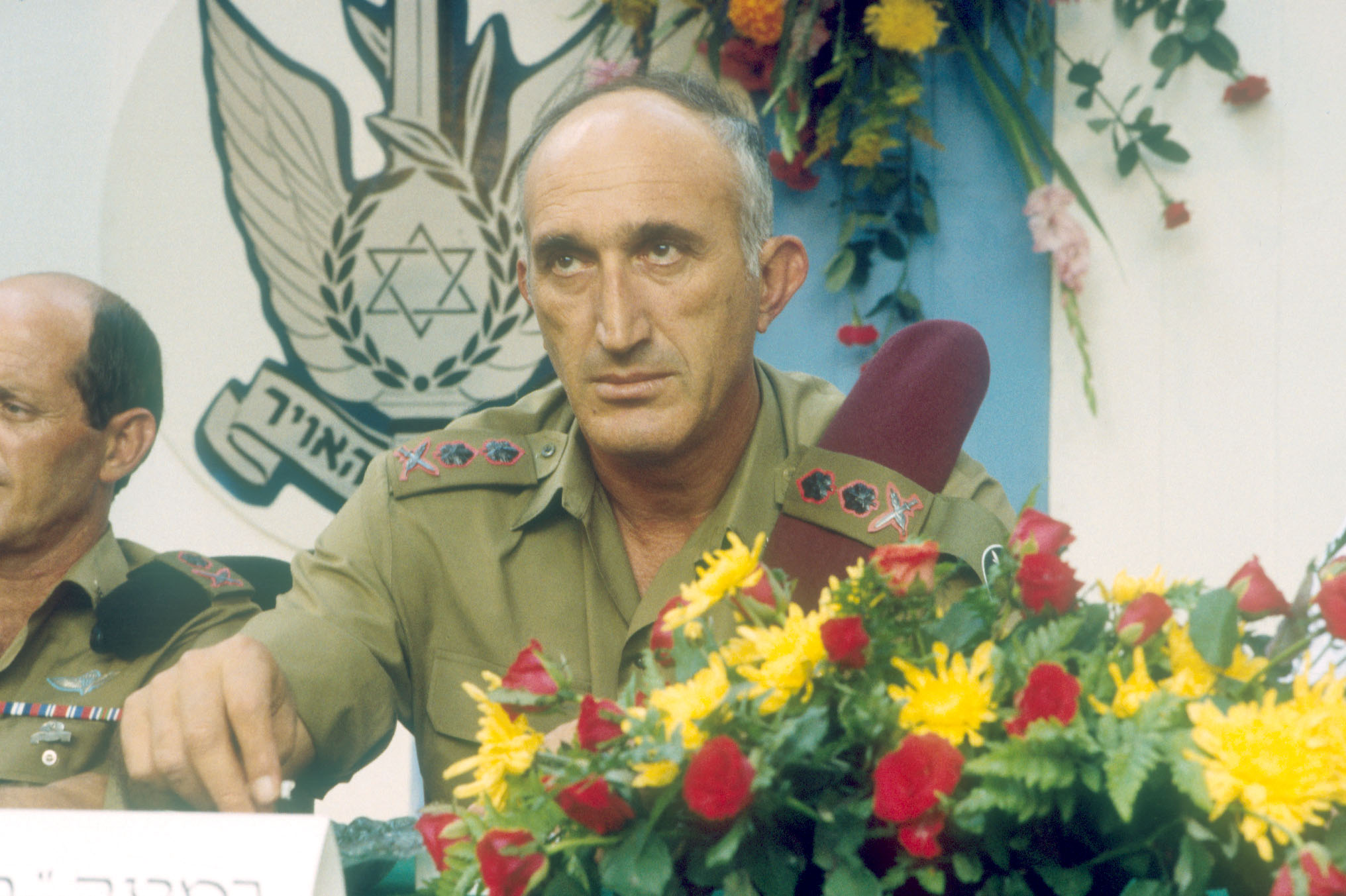
Levi com a Cap de l'Estat Major el 1983.

Levi va ser nomenat Cap de l'Estat Major del Comandament Central el 1973 i va servir com a cap del departament d'operacions de l'Estat Major General el 1974. El 1976, va comandar la 880a Divisió Blindada de Reserva, i va ser nomenat cap del Comandament Central el 1977, servint en aquest càrrec fins a 1981. Levi va exercir com a cap adjunt de l'Estat Major i cap de la divisió d'operacions des de 1982 fins a 1983. Durant el seu mandat, va esclatar la Primera Guerra del Líban i va participar activament en la gestió de la guerra al costat del Cap de l'Estat Major que en aquell moment era Rafael Eitan.
Levy va ser ascendit a Cap de l'Estat Major el 1983, succeint a Eitan. Durant el seu mandat, va presidir la retirada de les FDI del Líban el 1985 i va supervisar el redesplegament de les tropes israelianes i la creació de la zona de seguretat al sud del Líban.
Va ajudar a construir la branca de les forces terrestres de les FDI. Va crear dues noves brigades d'infanteria: la Brigada Nahal i la Brigada Guivati. Durant el seu mandat com a Cap de l'Estat Major, va presidir l'Operació Cama de Fusta, l'atac israelià a la seu de l'OAP a Tunis i el transport aeri de jueus etíops a Israel en l'Operació Moisès i l'Operació Josuè.